# 底盘

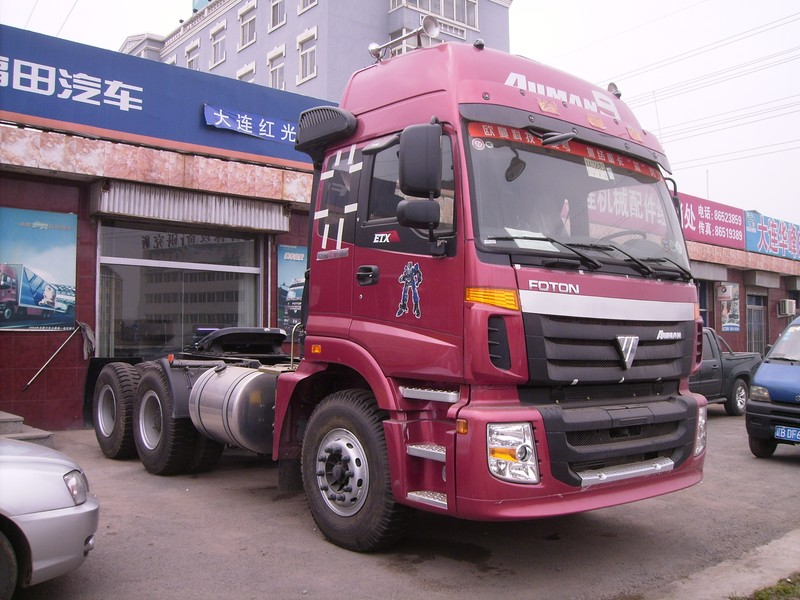
一辆只有底盘和驾驶室的福田卡车

底盘即车輛的車底主框架。所有車輛的动力部分，包括引擎、車軸、变速箱、差动器等以及悬挂系统都安裝於底盤上。
部份車輛設計为底盤與車身分開，而其結構已实现汽车动力的基本功能，所以此種設計的車輛可以在没有車身的情况下行駛，大部份重型車都是此類設計。而另一部份底盤設計成與車身一體化，即車身與底盤為一完整結構，這種設計多出現於私家車上。
在商用车市场，有的厂商甚至出售只包括底盘的货车和未有裝配車身的客車底盘。专用车生产商在购买的底盘上再开发特殊用途的车辆，比如消防車、升降车等。而在军用方面，把坦克的底盘拿来改成装甲架桥车、装甲回收车乃至自行火炮等也是非常常见的做法。

## 相关
- 承载式车身
- 非承载式车身